# Edwards County, Illinois
Edwards County är ett county i delstaten Illinois i USA. Den administrativa huvudorten (county seat) är Albion. Countyt har fått sitt namn efter politikern Ninian Edwards.

## Politik
Edwards County tenderar att rösta på republikanerna i politiska val.
Republikanernas kandidat har vunnit rösterna i countyt i samtliga presidentval sedan valet 1916. I valet 2016 vann republikanernas kandidat Donald Trump med 83,6 procent av rösterna mot 13,1 för demokraternas kandidat, vilket är den största segermarginalen i countyt för en kandidat genom alla tider.

## Geografi
Enligt United States Census Bureau har countyt en total area på 577 km². 576 km² av den arean är land och 1 km² är vatten.

### Angränsande countyn
- Richland County - nord
- Wabash County - öst
- Gibson County, Indiana - sydost
- White County - syd
- Wayne County - väst